# باو باو (إلينوي)
باو باو (بالإنجليزية: Paw Paw)‏ هي منطقة سكنية تقع في الولايات المتحدة في إلينوي. يقدر عدد سكانها بـ 870 نسمة .

## الموقع الجغرافي
الموقع الجغرافي للمناطق المحيطة بهذه النقطة هو كالتالي:

## أعلام
- جورج بريستو
- جيسي هاربر